# Fernando Mellán
Elías Fernando Mellán Heredia (Pisco, Ica, Perú, 30 de mayo de 1942) es un exfutbolista peruano; es uno de los referentes históricos e íconos del Sporting Cristal. Jugó desde el año 1968 hasta 1979 en el equipo rimense y consiguió 4 títulos.

## Trayectoria
Se inició en el Mariscal Sucre jugando en la Segunda Profesional entre los años 1963 y 1965, y en la Primera los años 1966 y 1967. 
Llegó al Sporting Cristal en 1968 a pedido del brasileño Didí y tuvo la satisfacción de dar la vuelta olímpica al lado de su inseparable amigo e ídolo del Sporting Cristal, Alberto Gallardo, también de al lado de otros grandes jugadores como Eloy Campos, Orlando de La Torre, Roberto Elías, Víctor Fernández, Anselmo Ruíz entre otros.
En 1970 ganó así su segundo título compartiendo equipo con mundialistas como Luis Rubiños, Orlando de La Torre, Eloy Campos, Ramón Mifflin y Alberto Gallardo bajo la dirección técnica de Sabino Bártoli.
En 1972 sale por tercera vez campeón, esta vez bajo la dirección técnica de Marcos Calderón alcanzó su cuarto y último título en 1979 año en que se retiró del fútbol, en ese equipo alternó al lado de Héctor Chumpitaz y figuras emergentes como Ruben Díaz, Eleazar Soria y José Navarro nuevamente bajo la DT. de Calderón.
También fue parte de la Selección juvenil en 1964 en el Sudamericano de Colombia bajo la DT. del brasileño Marinho de Oliveira y Rafael Castillo.

## Formador de Menores
Su transición de jugador a entrenador de reservas, juveniles y formador de menores fue inmediata, pues el año 1980 luego de una preparación entrenó al Club Esther Grande de Bentín que disputaba la Liga del Rímac (lo hizo hasta 1989 en la Segunda Profesional), asimismo trabajaba en la formación de talentos junto a su excompañero y querido Alberto Gallardo, que también lo tuvo en el Comando Técnico campeón en 1988.
Hoy trabaja como formador de jugadores en las divisiones menores del Sporting Cristal.
Actualmente tiene 82 años.

## Clubes
| Club                | País | Año         |
| ------------------- | ---- | ----------- |
| Mariscal Sucre      | Perú | 1963 - 1967 |
| Sporting Cristal    | Perú | 1968 - 1974 |
| Deportivo Municipal | Perú | 1975        |
| Sporting Cristal    | Perú | 1976 - 1979 |

## Palmarés

### Campeonatos nacionales
| Título                    | Club             | País | Año  |
| ------------------------- | ---------------- | ---- | ---- |
| Segunda División del Perú | Mariscal Sucre   | Perú | 1965 |
| Primera División del Perú | Sporting Cristal | Perú | 1968 |
| Primera División del Perú | Sporting Cristal | Perú | 1970 |
| Primera División del Perú | Sporting Cristal | Perú | 1972 |
| Primera División del Perú | Sporting Cristal | Perú | 1979 |

### Asistente Técnico
| Título                    | Club             | País | Año  |
| ------------------------- | ---------------- | ---- | ---- |
| Primera División del Perú | Sporting Cristal | Perú | 1988 |